# Köthel (powiat Stormarn)
Köthel (dolnoniem. Keuthel) – gmina w Niemczech, w kraju związkowym Szlezwik-Holsztyn, w powiecie Stormarn, wchodzi w skład urzędu Trittau.